# Liste der Kulturdenkmale in Werther (Thüringen)
Die Liste der Kulturdenkmale in Werther (Thüringen) umfasst die als Ensembles, Straßenzüge und Einzeldenkmale erfassten Kulturdenkmale in der thüringischen Gemeinde Werther und ihrer Ortsteile.
Die Angaben in der Liste ersetzen nicht die rechtsverbindliche Auskunft der zuständigen Denkmalschutzbehörde.

## Legende
- Bild: zeigt ein Bild des Kulturdenkmals und gegebenenfalls einen Link zu weiteren Fotos des Kulturdenkmals im Medienarchiv Wikimedia Commons
- Bezeichnung: Name, Bezeichnung oder die Art des Kulturdenkmals
- Lage: Wenn vorhanden Straßenname und Hausnummer des Kulturdenkmals; Grundsortierung der Liste erfolgt nach dieser Adresse. Der Link Karte führt zu verschiedenen Kartendarstellungen und nennt die Koordinaten des Kulturdenkmals.
 Kartenansicht, um Koordinaten zu setzen – in dieser Kartenansicht sind Kulturdenkmale ohne Koordinaten mit einem roten bzw. orangen Marker dargestellt und können in der Karte gesetzt werden. Kulturdenkmale ohne Bild sind mit einem blauen bzw. roten Marker gekennzeichnet, Kulturdenkmale mit Bild mit einem grünen bzw. orangen Marker.
- Datierung: gibt das Jahr der Fertigstellung beziehungsweise das Datum der Erstnennung oder den Zeitraum der Errichtung an
- Beschreibung: bauliche und geschichtliche Einzelheiten des Kulturdenkmals, vorzugsweise die Denkmaleigenschaften
- ID: Die ID identifiziert das Kulturdenkmal eindeutig. In Thüringen sind aktuell keine IDs veröffentlicht. In der ID-Spalte kann sich auch folgendes Icon  befinden, dies führt zu Angaben zu diesem Kulturdenkmal bei Wikidata.

## Kulturdenkmale nach Ortsteilen

### Großwechsungen
| Bild                                    | Bezeichnung                            | Lage                        | Datierung | Beschreibung                                                                        | ID |
| --------------------------------------- | -------------------------------------- | --------------------------- | --------- | ----------------------------------------------------------------------------------- | -- |
| weitere Bilder Fotos hochladen          | Evangelische Kirche St. Peter und Paul | Schulstraße (Karte)         |           | St.-Peter-und-Paul-Kirche samt künstlerischer Ausstattung, Kirchhof und Einfriedung |    |
| BW                                      | Wohnhaus                               | Bachstraße 4 (Karte)        |           | Wohnhaus, ehemalige Querscheune vom Gehöft                                          |    |
| BW                                      | ehemalige Mühle                        | Bachstraße 15 (Karte)       |           | ehemalige Mühle                                                                     |    |
| BW                                      | ehemaliges Gutshaus                    | Buchgasse 1 (Karte)         |           | ehemaliges Gutshaus                                                                 |    |
| BW                                      | Wohnhaus                               | Hinterdorfstraße 37 (Karte) |           | Wohnhaus                                                                            |    |
| BW                                      | Wohnhaus                               | Querstraße 1 (Karte)        |           | Wohnhaus und Scheune ?                                                              |    |
| BW                                      | Pfarrhaus                              | Schulstraße 1 (Karte)       |           | Pfarrhaus                                                                           |    |
| Direkt Bild zu diesem Denkmal hochladen | Meilensteinobelisk                     | L3080                       |           |                                                                                     |    |

### Günzerode
| Bild                           | Bezeichnung        | Lage                   | Datierung | Beschreibung                                                                 | ID |
| ------------------------------ | ------------------ | ---------------------- | --------- | ---------------------------------------------------------------------------- | -- |
| weitere Bilder Fotos hochladen | Kirche St. Andreas | Spittel (Karte)        |           | St.-Andreas-Kirche samt künstlerischer Ausstattung, Kirchhof und Einfriedung |    |
| BW                             | Hofanlage          | Hauptstraße 25 (Karte) |           | Hof, früher Dorfstraße 25                                                    |    |
| BW                             | Wohnhaus           | Spittel 33 (Karte)     |           | Wohnhaus                                                                     |    |

### Haferungen
| Bild                           | Bezeichnung        | Lage                        | Datierung | Beschreibung                                                                 | ID |
| ------------------------------ | ------------------ | --------------------------- | --------- | ---------------------------------------------------------------------------- | -- |
| weitere Bilder Fotos hochladen | Kirche St. Andreas | (Karte)                     |           | St. Andreas-Kirche samt künstlerischer Ausstattung, Kirchhof und Einfriedung |    |
| BW                             | Bauernhaus         | Hauptstraße 11 (Karte)      |           | Bauernhaus                                                                   |    |
| BW                             | Bauernhaus         | Hauptstraße 14 (Karte)      |           | Bauernhaus                                                                   |    |
| BW                             | Bauernhaus         | Hauptstraße 20 (Karte)      |           | Bauernhaus                                                                   |    |
| BW                             | Bauernhaus         | Immenröder Straße 1 (Karte) |           | Bauernhaus                                                                   |    |
| BW                             | Bauernhaus         | Immenröder Straße 4 (Karte) |           | Bauernhaus                                                                   |    |
| BW                             | Wohnhaus           | Immenröder Straße 7 (Karte) |           | ehemaliges Gutshaus                                                          |    |

### Immenrode
| Bild                           | Bezeichnung | Lage               | Datierung | Beschreibung                                                     | ID |
| ------------------------------ | ----------- | ------------------ | --------- | ---------------------------------------------------------------- | -- |
| weitere Bilder Fotos hochladen | Kirche      | Dorfstraße (Karte) |           | Kirche samt künstlerischer Ausstattung, Kirchhof und Einfriedung |    |

### Kleinwechsungen
| Bild                           | Bezeichnung | Lage                 | Datierung | Beschreibung                                                     | ID |
| ------------------------------ | ----------- | -------------------- | --------- | ---------------------------------------------------------------- | -- |
| weitere Bilder Fotos hochladen | Kirche      | (Karte)              |           | Kirche samt künstlerischer Ausstattung, Kirchhof und Einfriedung |    |
| BW                             | Hofanlage   | Dorfstraße 2 (Karte) |           | Gehöft                                                           |    |

### Mauderode
| Bild                           | Bezeichnung               | Lage             | Datierung | Beschreibung                                                                        | ID |
| ------------------------------ | ------------------------- | ---------------- | --------- | ----------------------------------------------------------------------------------- | -- |
| weitere Bilder Fotos hochladen | Kirche St. Peter und Paul | (Karte)          |           | St.-Peter-und-Paul-Kirche samt künstlerischer Ausstattung, Kirchhof und Einfriedung |    |
| Fotos hochladen                | Mausoleum                 | Friedhof (Karte) |           | Mausoleum                                                                           |    |

### Pützlingen
| Bild                           | Bezeichnung | Lage                  | Datierung | Beschreibung                                                     | ID |
| ------------------------------ | ----------- | --------------------- | --------- | ---------------------------------------------------------------- | -- |
| weitere Bilder Fotos hochladen | Dorfkirche  | (Karte)               |           | Kirche samt künstlerischer Ausstattung, Kirchhof und Einfriedung |    |
| BW                             | Wohnhaus    | Dorfstraße 2b (Karte) |           | Wohnhaus                                                         |    |
| BW                             | Wohnhaus    | Dorfstraße 4 (Karte)  |           | Wohnhaus                                                         |    |
| BW                             | Wohnhaus    | Dorfstraße 18 (Karte) |           | Wohnhaus                                                         |    |
| BW                             | Wohnhaus    | Dorfstraße 20 (Karte) |           | Wohnhaus                                                         |    |
| BW                             | Wohnhaus    | Dorfstraße 27 (Karte) |           | Wohnhaus                                                         |    |
| BW                             | Wohnhaus    | Dorfstraße 31 (Karte) |           | Wohnhaus                                                         |    |
| BW                             | Wohnhaus    | Hinterdorf 37 (Karte) |           | Wohnhaus                                                         |    |

### Werther

#### Großwerther
| Bild                           | Bezeichnung        | Lage                   | Datierung | Beschreibung                                                                 | ID |
| ------------------------------ | ------------------ | ---------------------- | --------- | ---------------------------------------------------------------------------- | -- |
| weitere Bilder Fotos hochladen | Kirche St. Nikolai | (Karte)                |           | St.-Nikolai-Kirche samt künstlerischer Ausstattung, Kirchhof und Einfriedung |    |
| weitere Bilder Fotos hochladen | Wohnhaus           | Dorfstraße 22 (Karte)  |           | Wohnhaus, ehemalige Schule                                                   |    |
| weitere Bilder Fotos hochladen | Wohnhaus           | Dorfstraße 27 (Karte)  |           | Wohnhaus                                                                     |    |
| weitere Bilder Fotos hochladen | Gasthof            | Dorfstraße 38 (Karte)  |           | Gasthof mit Saal                                                             |    |
| weitere Bilder Fotos hochladen | Wohnhaus           | Dorfstraße 46 (Karte)  |           | Wohnhaus                                                                     |    |
| weitere Bilder Fotos hochladen | Wohnhaus           | Schate West 12 (Karte) |           | Wohnhaus, ehemaliges Gutshaus                                                |    |
| BW                             | Wohnhaus           | Stadtberg 2 (Karte)    |           | Wohnhaus                                                                     |    |

#### Kleinwerther
| Bild                           | Bezeichnung          | Lage                              | Datierung | Beschreibung                                                                   | ID |
| ------------------------------ | -------------------- | --------------------------------- | --------- | ------------------------------------------------------------------------------ | -- |
| weitere Bilder Fotos hochladen | Kirche St. Philippus | Kirchgasse 10 (Karte)             |           | St. Philippus-Kirche samt künstlerischer Ausstattung, Kirchhof und Einfriedung |    |
| weitere Bilder Fotos hochladen | Schloss              | Thomas-Müntzer-Siedlung 2 (Karte) |           | Wohnhaus, ehemaliges Gutshaus                                                  |    |